# 尼康D3000
尼康D3000 （Nikon D3000）是Nikon公司于2009年7月30号发布的入门级DX画幅数码单反相机。D3000搭载一个23.6×15.8mm CCD传感器，拥有1020万有效像素。作为取代D60的后续机型，D3000采用了更先进的Multi-CAM 1000自动对焦模块的11点自动对焦系统，3英寸23万像素的LCD显示屏。
由於擁有「引導指攝模式」，加上機身小巧輕便，價格低廉，於是藝康將D3000定位為D60的後續機型的同時，也以此作為吸引初學數碼單鏡反光相機的用家及一般女性用家。
與D60一樣，D3000不設機身對焦馬達，因此只有尼康F接環指定的AF - I 和鏡頭AF - S 可用於自動對焦模式，否則只能以手動對焦。
D3000是尼康最後一款採用CCD传感器的数码单反相机，自此以後，尼康所有的数码单反相机均採用CMOS作為传感器。

## 特點
- 採用1,075萬像數的CCD影像感應器，最高解像度為3,872x2,592；
- 感光度範圍ISO100-1600；
- 最高連拍速度為每秒3張；
- 首創引導拍攝模式，當相機頂轉盤轉至Guide模式後，相機會自動給予文字解釋及提示；
- 內置超聲波除塵系統；
- 機身重量485g，是當時藝康的數碼單鏡反光相機中最輕巧的